# 少年 (川端康成)
『少年』（しょうねん）は、川端康成が1948年（昭和23年）に発表した私小説的な随想作品である。過去の日記や書簡、未定稿の草稿などを引用しながら組み込んだ自伝的な作品であり、50歳の時の川端が、旧制中学時代に経験した同性に対する恋を描いているほか、湯ヶ島滞在時の様々な記録や踊子のこと、自身の少年時の回想なども断片的に綴られている。中編程度の長さの作品である。
川端にとって、肉親以外の他者である清野少年から受けた初めての無償の愛の思い出は、その後の恋人・伊藤初代から告げられた不可解な別離の傷心を癒すとともに、伊豆で出会った踊子の無垢なイメージの残像とも重なりながら『伊豆の踊子』に結晶していったともされ、後年の複数の作品に登場する中性的な美少年（聖少年）のイメージに連なっている可能性も指摘されている。

## 発表経過
鎌倉文庫の雑誌『人間』に1948年（昭和23年）5月号（第3巻第5号）から1949年（昭和24年）3月号（第4巻第3号）まで6回にわたって発表された。詳細は以下のようになっている。
- 第1回：1948年5月号（第3巻第5号） - 章「一」「二」[12][13][14]
- 第2回：1948年8月号（第3巻第8号） - 章「二」のつづき、「三」「四」「五」「六」[12][13][15]
- 第3回：1948年9月号（第3巻第9号） - 章「七」「八」「九」[12][13][16]
- 第4回：1948年10月号（第3巻第10号） - 章「十」「十一」「十二」[12][13][17]
- 第5回：1948年12月号（第3巻第12号） - 章「十二」のつづき、「十三」[12][13][18]
- 第6回：1949年3月号（第4巻第3号） - 章「十四」「十五」[12][13][19]

その後、1951年（昭和26年）4月10日に、上記の『人間』掲載分が「人間選書Ⅳ」として『少年』と題されて目黒書店から刊行された。同書には、そのほかに短編小説の「十六歳の日記」「伊豆の踊子」も収録された。この単行本刊行の際に、第6回の文末にあった「少年おわり」という文言と、「似たやうな手紙が大正八九年まで続き、私が大学に入学するころに途絶えてゐる。」という一行が削除された。
そして、翌1952年（昭和27年）に刊行された『川端康成全集』第14巻に収録される際、最終部分について大幅な加筆があり、章「十五」のつづき、「十六」「十七」が追加されて完成作となった。
2022年（令和4年）4月、これまで1作のみでの単行本としての刊行はなかったが、新潮社にて文庫化された。

## あらすじ
50歳を迎えた著者の「私」（川端康成）は、それを記念し全集を刊行することになった。父母が早逝し、未熟児だったということもあって自分も早逝するのではないかという悲哀や怯えが少年時代にあった「私」は、よく50歳まで命が持ったものだと感慨を深くする。自分よりも丈夫であった知友たちが次々と亡くなった今、「命あれば蓬莱」という気持が強まった「私」は、人生において人と巡り会い、そしてその人と別れずにいるのはさらに難しいことではあるものの、長く生きていれば再び誰かにまた巡り会えるであろうとも考える。
25年あまりの作家生活が過ぎ、初の全集の編纂にあたり過去の古い原稿などを読み返してみた「私」は、旧制中学時代に書いた作文や日記などから、亡き祖父を看取った時期のことなどを振り返る。また、その時代の日記や高校の作文とともに、中学の寄宿舎で同室だった清野少年との愛の思い出を蘇らせる。一高時代に初めて旅した伊豆の好印象以来、馴染みの地となった湯ヶ島のことを記した大学時代の草稿「湯ヶ島での思ひ出」の中にも、長々と綴られていた清野少年への回顧の記録や、清野からの手紙を読み返した「私」は、今現在の「私」の言葉を添えつつ、それらを再構成して彼との思い出を詳らかにしていく。
中学の寄宿舎で同室の清野の床で、「私」は彼の温かい腕やうなじを抱擁し、彼もまた「私」の首や頭を抱く、そんな「愛染」の習慣が日常的だったその頃、部屋に1人でいた時の清野に手を出そうとした大口というやつがいた。その大口の行為について罵る清野の怒りの訴えの中には、「私」への強い信頼と愛慕が感じられた。だがその一方で、自分の中にも大口のような汚れた肉欲がないわけでもないことを自覚する「私」だったが、それよりも清野を穢そうとした大口に対する憎しみや憤怒が上回り、「私」は大口よりも自分の方が清野を純粋に愛し、清野もまた自分を愛していることを自負していた。「私」は中学を卒業してからも寄宿舎にいる清野に会いに行き、手紙もやりとりした。卒業後京都に帰った清野を訪ねたこともあった。清野は一家そろって大本教の信徒であり、その施設がある嵯峨野に住んでいた。
「私」が大学時代の24歳の時に書いた未定稿草稿「湯ヶ島での思ひ出」には、初めての伊豆で会った旅芸人の踊子一行のことなども記されているが、それを除いた大部分は、清野との思い出の記であった。「私」にとって第二の故郷でもある湯ヶ島の地は、ある時は足の病の湯治のため、ある時は四緑丙午の小娘（伊藤初代）からの不可解な裏切りで潰れそうな心を支えるためなど、心身の疲労を癒す場所だった。
24歳の湯ヶ島温泉滞在時、「私」は偶然、大本教の二代目教祖と三代目教祖と、その信者2、30人の一行を見かけた。二代目教祖は、田舎くさい太った山姥のような40女で、その娘である三代目は、20歳前後の大きな顔の醜い田舎娘だった。信仰の精神からくる高潔さや気品が全く感じられない、その母娘教祖の姿に幻滅した「私」は、清野の方がよほど真の神であると思った。
「私」が京都の嵯峨野にいる清野を訪ねたのは、それより2年前の22歳の8月のことだった。その前年も訪ねたのだが、清野はその時ちょうど留守で会えなかった。久しぶりにあったその時の清野は「私」を見てとても喜んだ。清野は修行のため同志の若者たちと共同生活を送っていた。清野の弟は肩までの長さの断髪で少女のようであった。「私」はその弟に、寄宿舎での幼げな清野と重なる面影をみた。修行のため滝（空也上人の滝）に打たれながら後光を放つ清野の崇高な姿に驚いた「私」だったが、中学時代は「私」に帰依していたはずの清野から成長し変化したものを感じた「私」は滝に妬みも覚えた。嵯峨野で3日間過ごした「私」は清野に見送られて谷を下って帰っていった。次また会う予定ではいたが、それ以降「私」は清野と会っていない。
寄宿舎時代、清野が何かを信仰していることを気づいたきっかけは、「私」が風邪で高熱を出して寝ている時であった。午前2時頃、ふと浅い眠りから覚めた「私」の耳に何かの呪文が聞こえ、薄目を開けると清野が合掌しながら「リリシャシャ、リリシャシャ」という祈祷の言葉を繰り返し唱えていたのだった。「私」は清野とかなり親しくなってから、彼の信仰について聞いてみたが、無神論的な「私」は彼に向って神の存在への懐疑の小理屈をひねったこともあった。
神を信じその神のために働くのが人間の唯一の道だと思っていた清野は、あなたは神のために大きい仕事をするべき人だが、まだあなたは気づいていないと言い、「私」を「神に選ばれた人間である」とも言った。その言い方には童心の流露のような愛と敬意があり、無意識のうちに彼が「私」を神の座に据えているようにも思えたものだった。
「私」は再び、当時の清野との起き伏しをともにした「愛染」の日々や、その他の種々の学校生活の様子を日記を見ながら回想し、清野からもらった思いやりあふれる思慕の手紙の数々をひもといてみる。清野からの最後の手紙の日付の年は、私が草稿「湯ヶ島での思ひ出」を書いた24歳の年であった。その前年の23歳時の「私」は16歳の少女と結婚しようとしていた。22歳の夏に嵯峨野にいる清野を訪ねたのを最後に30年間、愛していた清野と会っていない「私」だが、「私」は清野に対する感謝の心を忘れていない。そして、今その記憶をこの『少年』にまとめた「私」は、「湯ヶ島での思ひ出」も古日記も清野の手紙も全て焼却する決意をする。

## 登場人物
私
川端康成。日記や草稿、清野からの手紙などの中では「宮本」という仮名にしている。
清野
中学時代の寄宿舎でともに過ごした、忘れがたい人物。「私」が愛した少年。純朴なまま16歳まで育ったような、ほのぼのとした少年。心だけでなくしぐさも女っぽい感じで、「私」が脱ぎ散らかしていた着物を、いつのまにかきちんとたたんで行李にしまっておいてくれたり、「私」の着物のほころびや鉤裂きを見つけると、女のような器用な手つきですぐに縫ってくれたりした。中学卒業後には1年間兵役に就いていた。
その他
祖父（川端の祖父）、大本教二代目教祖、大本教三代目教祖、寄宿舎にいた友人たち、清野の弟

## 執筆背景

### 旧制中学時代の川端康成
幼い時に父母や祖母など次々に亡くし、祖父と暮らしていた川端康成だったが、その祖父も川端が大阪府立茨木中学校（現・大阪府立茨木高等学校）3年生だった1914年（大正3年）5月25日に亡くなり、孤独の身になった。その後しばらくは伯父の家に引き取られていたが、川端が買う本の費用がかさむことが問題となり、1915年（大正4年）3月から寄宿舎に追いやられた川端は、当初は悲観していたものの友だちもでき、短歌や短文などを雑誌に投稿しながら文学者をめざしていた。
翌1916年（大正5年）4月に康成は寄宿舎の4人部屋の室長となり、寄宿舎に入ってきた同室の下級生（2年生）の清野（実名は小笠原義人）に惹かれるようになり、彼からも無垢な愛情を寄せられ、肉体関係はないまま、寝床で互いに抱擁し合って眠るなどの同性愛的な恋慕を抱くようになっていた。
当時の康成の日記には、「小笠原はこんな女を妻にしてもよからうと思ふ位柔和な本当に純な少年だ」と綴っている。寄宿舎に入る以前にも康成は、女性への関心も強くある一方で、同級生の正野君にも同性愛的な思いを抱いていたことなどが日記に記され、正野君と交換日記も交わしていた。
当時は、男子学生の間のこうした同性愛的な愛情関係はめずらしいことではなく、特に寄宿舎ではよくみられたものであったとされる。男性同士の同性愛の風習は日本では古くからみられ、歴史的にみると近世中期頃からやや下火にはなったものの、明治時代になると薩摩藩の風習（稚児）が西日本だけでなく東京にも入り、男子学生の間でわりと広まっていたという。日本の旧制中学ではむしろ女性との交際は士気を弛緩させ堕落させるものとして厳しく罰せられた一方、男子同士の恋愛は寛大で、気節を磨く倫理的なものとしてみなされていた傾向もあったとされる。

### 少年「清野」こと小笠原義人
作中で実名は伏せられ「清野」となっている少年の実名は「小笠原義人」という人物で、当時、5年生だった川端康成よりも3年下の2年生だった。小笠原はさまざまな家庭の事情や闘病生活などにより、学年は川端より3年下であったが年齢は1歳年下なだけだった。
小笠原義人とはその後、康成が中学卒業して東京に上京してからも文通し、一高と帝国大学入学後も小笠原のいる寄宿舎や彼の実家を訪ねている。中学卒業後に小笠原に出そうと思って送らなかった後半6枚分の手紙には、「お前の指を、手を、腕を、胸を、頬を、瞼を、舌を、歯を、脚を愛着した。僕はお前を恋してゐた。お前も僕を恋してゐたと言つてよい」、「お前に僕の救済の神を感じる」と綴られており、この手紙は一高の授業で作文として提出していた。
小笠原義人は1900年（明治33年）11月11日生れで、五男三女の3番目で長男であった。同窓会名簿などから「清野」が「小笠原義人」だと割り出し、『少年』発表から23年後の1971年（昭和46年）8月に小笠原義人を訪ねた林武志によると、当時70歳近かった義人は、ずっと変わらず川端のことを深く尊敬していたという。
義人の系譜としては、祖父・弥太郎義信は紀伊藩士（高天神小笠原家）。大祖は清和源氏源義家の弟・新羅三郎義光で、小笠原家の鼻祖は、長清であるという。義人の父・義之は紀伊藩士・森儀三郎の二男で、義信の養子。母・ヒサは加賀藩士・御納戸役の飯森薫の長女である。
小笠原義人の実家は京都府京都市下京区上嵯峨村（現・右京区嵯峨野）で、一家は大本教の信者であった。近年2012年（平成24年）の片山倫太郎の詳細な調査によると、一家が大本教に正式に帰依したのは1918年（大正7年）1月頃とみられている。
以前から神道に深く帰依していた父・義之は弟たちと神社を建設すべく空也上人の滝のある京都の嵯峨の奥に宮殿・拝殿・社務所などを竣工した後、弟の森良仁が大本教の存在を知り綾部で出口王仁三郎の教えを受けた。それをきっかけに、弟は兄の義之も呼び寄せ2人で10日ほど出口の話を聞き、出口が1918年（大正7年）1月4日に嵯峨を訪れ小笠原家の神社を「八重垣神社」と命名し、小笠原一家が大本教に帰依することになったとされる。
よって、一家が正式に大本教に帰依したのは、川端が卒業し上京した後だとみられ、川端が風邪で熱を出して寝ていた時に、「リリシャシャ、リリシャシャ」と義人が祈祷していたのは大本教の祈りというよりも、神道系の祈祷であったのではないかと片山によって推察されている。
小笠原義人との交流で川端は、「生れて初めて感じるやうな安らぎ」を味わい、「孤児の感情」の虜になっていた自分に、「染着してゐたものから逃れようと志す道の明り」を点じたと語っている。川端にとって、小笠原義人との関係は、「私が人生で出会つた最初の愛」、「初恋」であった。川端の愛撫を無条件に許していた小笠原の存在や肉体は、幼い時に喪失した母そのものが顕現化したものという見方もされている。

### 約30年後
中学生時代から30年以上経過した1940年代後半になってから、川端は新潮社より全集を刊行するにあたり、自身が昔書いた原稿の類を整理した。その時に出てきた日記類や未定稿の草稿「湯ヶ島での思ひ出」などの文章をもとに作られたのが『少年』である。伊藤初代から「非常」の婚約破談を告げられた翌1922年（大正11年）夏、別離の不可解さに悩み続けて疲れ果てた心身を休めるため訪れた湯ヶ島の地で書かれたという「湯ヶ島での思ひ出」は400字詰め原稿用紙で107枚ある文章であり、そのうち38枚程度は『伊豆の踊子』に発展し、『伊豆の踊子』は1927年（昭和2年）に刊行された。
この帝国大学時代の草稿「湯ヶ島での思ひ出」の残りの部分に、川端が第一高等学校1年生の時に書いて作文として学校に提出した清野への手紙、1916年から1923年頃にかけて書いた日記、清野からの手紙に自らの回想などをつけてまとめ直した作品が『少年』となったと考えられている。このようなさまざまなテクストをまとめて中編程度の長さの作品に仕上げている。若い頃に書いた文章そのままというわけではなく、公刊する前に相当に川端が手を入れた可能性もある。
刊行当時、鎌倉文庫は『少年』の掲載紙である『人間』以外の雑誌の収支が全て赤字であり、経営に責任を負っていた川端は文庫存続のために活動する中で本作連載を始めたものの、鎌倉文庫は連載終了後に解散した。『少年』を書籍として発行した目黒書店も経営状況が芳しくなく、本作は財政状況の改善を目指して発行された「人間選書」のうちの1冊であった。
『十六歳の日記』も同様に少年時代に書いたものを後からまとめた作品であり、成立過程や内容の類似点から本作とは「双子」「合わせ鏡」などと言われている。
川端は、1948年（昭和23年）刊行の全集1巻のあとがきの中でも、『少年』の題材となった清野少年を振り返っている。

## 解釈

### 虚構と現実
『少年』は「旧制中学の寄宿舎で出会った〈美しい少年〉との関係を赤裸々につづった私小説」である。川端康成本人が中学校時代に書いた日記、高校時代に恋の相手である「清野」（小笠原義人）に書いた手紙、大学在学中に書いた「湯ヶ島での思ひ出」、本人が清野からもらった手紙などを組み合わせた複雑な構成をとっている。「清野」という仮名は、おそらく作中にも登場する地名の嵯峨野と清滝からヒントを得たものと林武志は推察している。
本作はほぼ川端本人の若き日の経験に基づくと考えられている。一方で川端には「無意識裡に、自己の持つ強烈な心象ゆえに事実をとび越え、あるいは事実を錯誤して、結果としてフィクショナルな世界に踏み込んでゆく」性向があったことも指摘されており、単に事実を述べただけの作品ではないという見方もなされている。川端にあたる「私」の名前も「宮本」という仮名になっており、「どこまでが本当でどこからが創作なのかもわからない、夢うつつのような作品」とも評されている。
本作を仕上げた時に作者は既に50代になっており、「男女からなる人生の哀歓をなめつくした人の目」で「まだ女性の生理を知らない前の文字通り「少年」の愛」を振り返っている。この時期の川端は、第二次世界大戦の終結とともにほぼ自らの生涯も終わってしまったような感覚を味わうようになっており、そうした中で過去を振り返る『少年』は「自己存在の再検証」を実施するような作品であると評されている。

### 孤児としての悩みとそこからの脱出
川端は孤児として育ったため、そのために自らの心が歪んでいるのではないかという不安を抱いていたと言われているが、本作において語り手は純粋で自らのことを一途に信じてくれる清野（小笠原義人）との交流により、そうした不安から脱出できるようになって感謝の心が生まれる様子を描いている。『伊豆の踊子』においては「人の純粋な気持ちに感応する精神位相」が描かれているが、これは川端が清野との出会いを通じて培ったものであると指摘されている。親や祖父を失っていた川端にとって清野は初めて完全に心を開いて接することのできた血のつながらない人物であり、『少年』は「まさに死から奇跡的に救い出され、蘇生するような神話的な事件」の記録として読むことができる。
孤児根性に歪んでいるという自身の悩みや感傷が、純真で無垢な踊子が寄せる自分への信頼によって解放されることが描かれた『伊豆の踊子』の踊子と清野少年との関連性については、川端が伊豆で踊子に出会った一高の頃に、まだ清野との文通が続いていたことと、草稿「湯ヶ島での思ひ出」内の踊子の記述が、清野少年の「序曲」的なものになっていることから、『伊豆の踊子』での「踊子」像には清野少年からの心象が「陰画」的に投影されていることが指摘されている。また、『伊豆の踊子』の最終場面で泣いている「私」をマントで包んでくれた受験生の少年の描写も「清野少年のバリエーション」ではないかという見解もなされている。

### 同性愛とフェティシズム
本作においては同性愛が明確に表現されている一方で、「肉体的欲望と精神的愛情の区別の仕方が現在から見て非常に厳格」である。近代的でロマンティックな恋心が描かれている一方、身体的な性交渉が明確に存在しない清らかでプラトニックな関係が称揚され、「美少年同士が、あるとき互いに惹かれ合い、どちらから誘うでもなく愛し合い、「憧憬」し合い同一化を夢見るという幻想的な物語」が描かれている。こうした少年愛観は折口信夫、江戸川乱歩、稲垣足穂などの著述家にも共有されているものであり、川端康成の『少年』はこのような作家の作品と共通点を有するものとしてとらえることができる。川端はこの頃までに若い女性同士の同性愛的な感情を描いた少女小説をいくつか書いていたが、自らの少年時代の同性愛を描いた本作を書いた頃にそうした少女小説の執筆をやめている。
本作においては身体、とくに腕に対するフェティシズム的な描写が見受けられるが、これは『片腕』にも見られる特徴である。

## 評価
日記や書簡などを通して著者の経験を組み込んでいることもあり、どういう種別に属するのかはっきりしないところがある作品である。「随筆」としても「小説」としても読めると評されている。「私小説」とされることもある。
本作はあまり「同時代評に恵まれなかった」作品である。1990年代末頃までは馬場重行「『少年』論」（研究叢書10 1981, pp. 89–106）以外、本作だけをとりあげたしっかりした作品論はほとんど存在しなかった。「当時の寮生活における悪童どもの平凡な日常」を描いた「一見平板な作品」ととらえられることもあった。作家の単なる「告白」、あるいは「作者による資料の提示」と見なされるだけでそれほど注目を浴びることがなかった。発表後はもっぱら作家論の素材として読まれていた。
こうした評価について、坂元さおりは執筆時及び発表時の時代背景をもとに、本作があまり注目されなかった理由を同性愛に対する態度に帰す考察を行っている。明治初期にはそれほど異端視されていなかった学生同士の「男色」関係は、川端が本作のもとになる日記などを書いた1910年代頃には既に奇異なものとして見られるようになり始めており、異性愛が当然視される風潮が強まっていた。ところがこうした中で書かれた『少年』においては、同性愛は特殊で奇異な欲望であるという意識じたいは描かれているものの、語り手の性的指向は同性愛をやめて世間では正常とみなされる異性愛に移行するというような形では解決されていない。全編を通して女性のような美少年を思わせる姿で描写されていた清野についても、終盤では剣道が得意であるなど強く「男らしい」と見なされるような側面が描かれており、語り手は結局は「女らしい」相手に惹かれているのだというような終わり方にはなっていない。このように異性愛に回収されない一筋縄ではいかないセクシュアリティを描いている点で本作は「非常にラディカルな問いを内包したテクスト」であり、戦後民主化とともに開放的な男女交際が当たり前のものとされ、これに伴って異性愛規範の強化も発生していた1940年代末の時期には評価されにくかったのではないかと坂元は指摘している。
川端が清野少年とのエピソードを記した草稿を長らく公表しなかったことに関してドナルド・キーンは、読者から「倒錯した性欲」が嫌悪されるのではないかと川端が考えたからではないかと推察し、清野のことを作品化するよりも、伊豆で会った踊子の少女への恋心を綴った『伊豆の踊子』を発表して広く読者から受け入れられたと考察している。

## 受容
2019年（令和元年）の映画『葬式の名人』は一部『少年』を参考にしている。
2022年（令和4年）4月に新潮社より文庫本が刊行され、1951年に目黒書店より刊行されて以来、70年ぶりに作品集の一部ではない1冊の本として売られることになったが、話題を呼んで刊行7日で増刷となった。同年5月半ばには4刷2万5千部、6月末には5刷3万部の発行部数となった。少年同士の恋心を扱っているため、「川端康成のBL（ボーイズラブ）」小説という宣伝文句で売り出され、購入者の3分の1程度が30代から40代の女性であったという。

## 刊行本情報
何度か川端自身による本文改訂があり、その際に版ごとの細かい食い違いなども発生している。1980年（昭和55年）に新潮社から35巻本の全集が出た際に本文批評にもとづき、そうした食い違いの修正が行われている。
- 『少年』（目黒書店、1951年4月10日）[13][70]
  - 装幀：岡鹿之助
  - 収録作品：「十六歳の日記」「伊豆の踊子」「少年」
- 『川端康成全集第14巻 名人』（新潮社、1952年9月30日）
  - 装幀・題簽：安田靫彦。四六判。函入。付録：川端康成「あとがき」
  - 収録作品：「名人」「冬の曲」「さざん花」「かけす」「夏と冬」「地獄」「北の海から」「たまゆら」「少年」
  - ※章「十五」のつづき、「十六」「十七」が大幅加筆されて収録[13]
- 『川端康成選集第7巻』（新潮社、1956年6月25日）[71]
- 『川端康成全集第9巻 舞姫』（新潮社、1969年11月25日）
  - カバー題字：松井如流。菊判変形。函入。口絵写真2葉：著者小影、根来硯臺
  - 収録作品：「舞姫」「たまゆら」「冬の半日」「少年」「岩に菊」
- 『川端康成全集第10巻 小説10』（新潮社、1980年4月15日）
  - カバー題字：東山魁夷。四六判。函入。
  - 収録作品：「雪国」「少年」「舞姫」
- 『少年』（新潮文庫、2022年4月1日） - 本文、巻末解題ともに上記の『川端康成全集』第10巻に基づく初の文庫本である[12]。